# Coffea kivuensis
Coffea kivuensis là một loài thực vật có hoa trong họ Thiến thảo. Loài này được Lebrun mô tả khoa học đầu tiên năm 1932.